# Đan (họ)
Đan hay Đơn là một họ của người châu Á. Họ này có mặt ở Việt Nam.
Chữ Hán 單 cũng có một âm khác là Thiện (bính âm: Shàn), là một họ của người Trung Quốc. Trong danh sách Bách gia tính họ này đứng thứ 182.

## Người Trung Quốc họ Thiện nổi tiếng
- Thiện Hùng Tín, thường được đọc là Đơn Hùng Tín hay Đan Hùng Tín, danh tướng thời đầu nhà Đường
- Thiện Trọng Giai, quan chức chính quyền Đặc khu hành chính Hồng Kông

## Người Việt Nam họ Đan nổi tiếng
- Đan Đức Hạnh hay soạn giả Nguyên Thảo, một soạn giả cải lương.